# Jardin Tereska-Torrès-Levin
Le jardin Tereska-Torrès-Levin est un espace vert du 8e arrondissement de Paris, dans le quartier du Faubourg-du-Roule.

## Situation et accès
Le square est encadré par deux voies :
- au nord : la rue Laure-Diebold ;
- à l'est : l'allée Louis-de-Funès.
- L'accès principal au quartier se fait par la rue du Faubourg-Saint-Honoré et la rue de Courcelles.

Ce site est desservi par la station de métro Saint-Philippe du Roule de la ligne 9 et la station Courcelles de la ligne 2.

## Origine du nom
Le jardin a été nommé en mémoire de Tereska Torrès, née Tereska Szwarc le 3 septembre 1920 à Paris, et décédée le 20 septembre 2012 à Paris, résistante et femme de lettres franco-américaine.

## Historique
Le jardin a été aménagé sur le site de l'ancien hôpital Beaujon et fait partie de l'opération d'aménagement de la ZAC Beaujon.
Il a été ouvert au public en 2019 et comprend une aire de jeux pour les enfants. Il est proche du parc Monceau.
Le Conseil de Paris lui a donné sa dénomination officielle en 2019.

## Bâtiments remarquables et lieux de mémoire

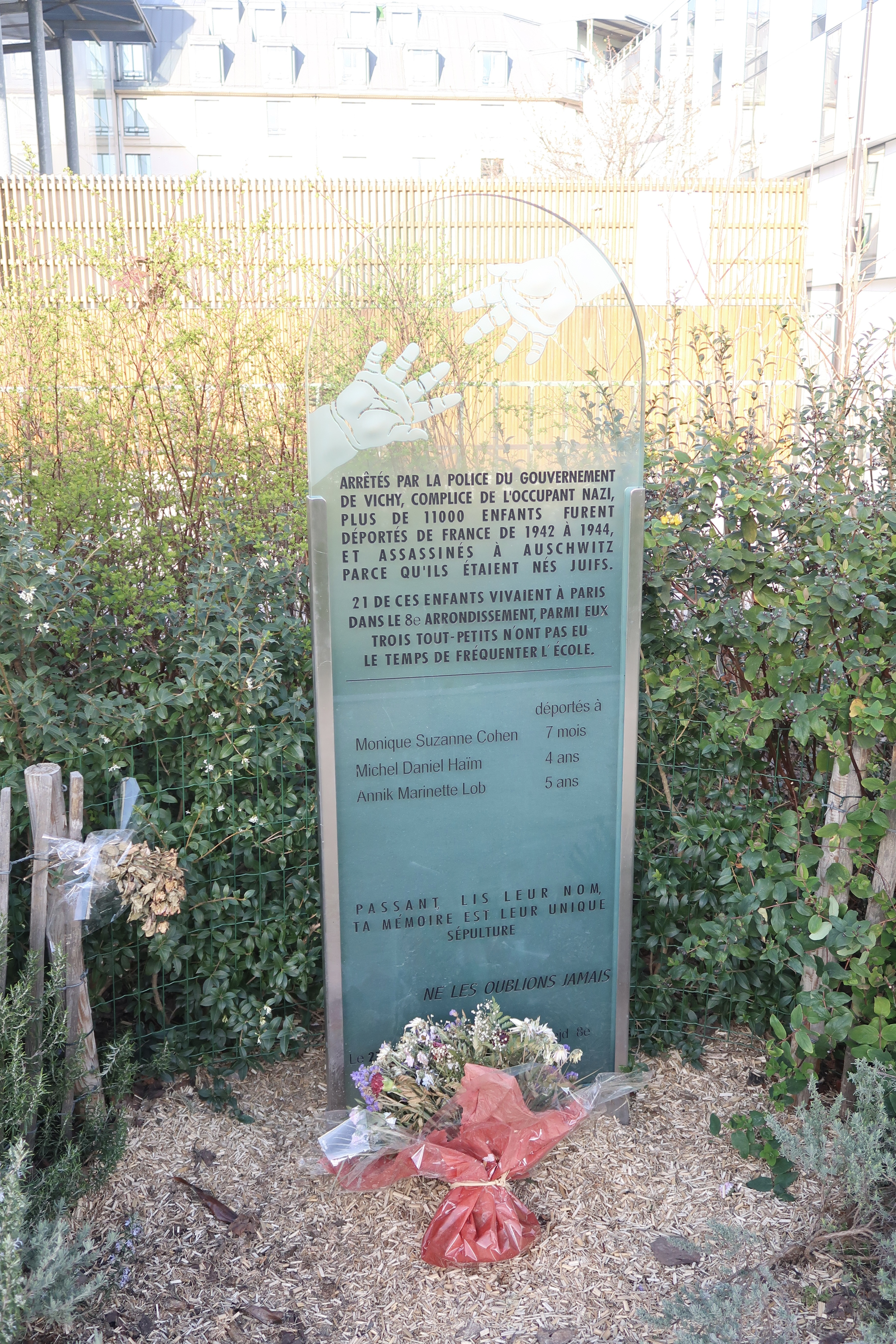
Stèle.

Dans l'enceinte du jardin, face à l'école, se dresse une stèle de l'Association pour la mémoire des enfants juifs déportés, en mémoire des enfants en bas âge du 8e arrondissement arrêtés par les nazis et envoyés à la mort pendant la Seconde Guerre mondiale.